# Харіс Юсупов
Харіс Мунасипович Юсупов (башк. Харис Монасип улы Йосопов; нар. 24 серпня 1929, Аркаул, БАССР — пом. 7 червня 2009, Рощино, Челябінська область, Росія) — радянський, башкирський борець, засновник південноуральської школи дзюдо в Челябінську, за національністю — башкир.

## Біографія
У 1958 році закінчив Челябінський педагогічний інститут.
У 1958-60 тренер в Башоблраді ДСТ «Спартак», інструктор фізкультури Кумертауської ТЕЦ.
У 1960 заснував уральську школу дзюдо в Челябінську.
У 1960-70 роках старший викладач фізвиховання Челябінського вищого авіаційного училища штурманів, старший тренер обласної ради спортивного товариства «Динамо» (капітан, 1969), з 1969 по 1988 рр. (17 років) — був тренером збірних команд СРСР з дзюдо.
в 1970-73 роках старший викладач Челябінського філії Омського інституту фізкультури.
З 1973 року працює в Челябінському інституті фізкультури, завідує кафедрою боротьби, з 1995 — професор.
У 1969-88 роках тренер збірних СРСР серед юнаків та юніорів.
З 1993 року в Челябінську проводяться Міжнародні турніри з дзюдо на призи Х. М. Юсупова.
Професор-консультант кафедри теорії та методики боротьби УралДУФК.

## Досягнення
- Заслужений тренер СРСР (1975),
- Заслужений тренер РРФСР (1969),
- Заслужений працівник фізичної культури Української РСР (1989),
- Майстер спорту СРСР з класичної боротьби (1959),
- Майстер спорту СРСР з вільної боротьби (1960),
- Майстер спорту СРСР по самбо (1967),
- Майстер спорту Української РСР з національної боротьби куреш (1960),
- Суддя міжнародної категорії з дзюдо (1975),
- Суддя всесоюзної категорії з самбо (1970),
- Суддя республіканської категорії з греко-римської боротьби (1956) і вільної (1959) боротьбі.
- Чемпіон РРФСР за національною (1960) та вільної боротьби (1958-60),
- Чемпіон Збройних Сил СРСР з класичної боротьби (1953).
- Багаторазовий чемпіон БАССР .

Член Всесоюзної (1970-85) і Всеросійської (з 1971 р.) федерацій дзюдо.
Він був першим чемпіоном РРФСР по боротьбі куреш.
Виховав 4-х чемпіонів світу (Віктор Бетані), 14 чемпіонів Європи, 2-х заслужених майстрів спорту, 11 майстрів спорту міжнародного класу, 250 майстрів спорту.

## Нагороди та пам'ять
- Почесний громадянин міста Челябінська (2005).
- Кавалер орденів Пошани і Салават Юлаєв, відзнаки «За заслуги перед Челябінською областю».
- На честь Харіса Мунасиповича названа мечеть в металургійному районі (вул. 32-я річниця Жовтня, 11) і вулиця в новому мікрорайоні «Парковий» міста Челябінська5[джерело?]
- На будинку, в якому з 1989 по 2009 рік жив і працював Харіс Мунасипович (вул. Цвіллінга, 36), в пам'ять про нього 8 липня 2012 була встановлена меморіальна дошка[5].